# Abtwil
Abtwil (toponimo tedesco) è un comune svizzero di 973 abitanti del Canton Argovia, nel distretto di Muri.

## Monumenti e luoghi d'interesse

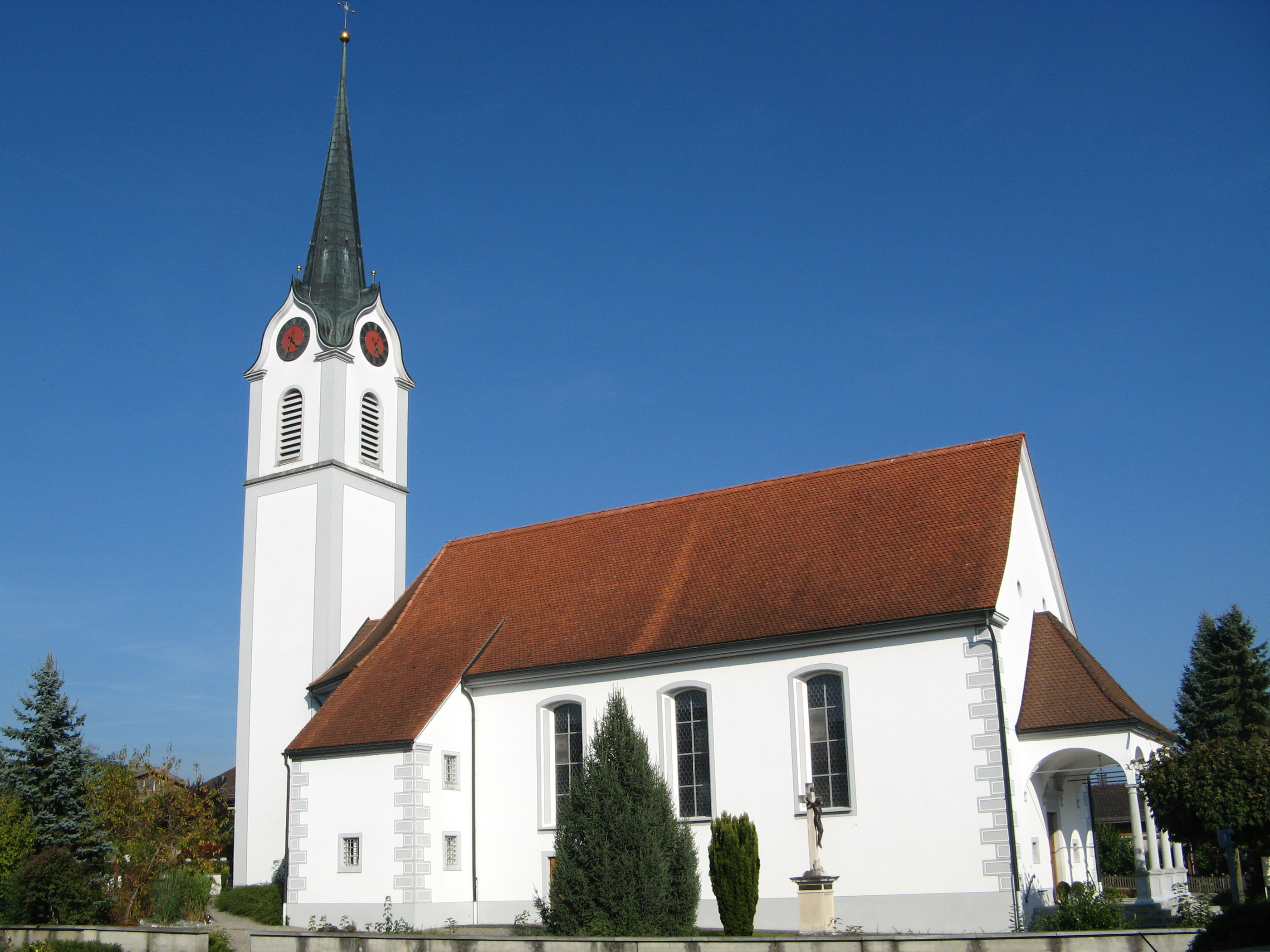
La chiesa cattolica di San Germano

- Chiesa cattolica di San Germano, attestata dal 1370 e ricostruita nel 1742[1].

## Società

### Evoluzione demografica
L'evoluzione demografica è riportata nella seguente tabella:
Abitanti censiti

## Amministrazione
Ogni famiglia originaria del luogo fa parte del cosiddetto comune patriziale e ha la responsabilità della manutenzione di ogni bene ricadente all'interno dei confini del comune.